# Finte
Die Finte (vom italienischen fingere) bedeutet so viel wie Ausflucht oder Täuschung.
Eine Finte ist eine Aktion, die dem Gegner eine Absicht suggeriert, um diesen zu einer vorhersehbaren Reaktion zu bewegen. Führt der Gegner seine Reaktion aus, ist dies eine günstige Gelegenheit, die eigentlich beabsichtigte Aktion auszuführen. Finten sind nur dann erfolgversprechend, wenn sie nicht als solche zu erkennen sind. Sie müssen überzeugend vorgebracht werden und nicht zur Gewohnheit werden, da sie sonst als Täuschungsversuch erkannt werden können und so den Fintierenden in Gefahr bringen.

## Die Finte im Sport
Finten gehören zu den taktischen Möglichkeiten des Sports. Da die Informationsverarbeitungskapazität des Menschen begrenzt ist, nutzt die Finte dies, indem durch die Andeutung von bestimmten Bewegungen eine falsche Reaktion des Gegners provoziert wird, da man selbst eine andere Bewegung durchführt. Dies muss entsprechend durch Drills trainiert werden.

### Kampfsportarten
In die Sprache des Sportes ist die Finte wohl über das Fechten gekommen. Eine Finte ist hier eine Bedrohung (also etwa das Strecken des Arms), auf die jedoch kein Stoß folgt; stattdessen soll sie lediglich eine Verteidigungsaktion des Gegners provozieren, der der Angreifer dann zum Beispiel mit einer Umgehung der gegnerischen Klinge ausweicht. Dadurch öffnet sich beim Verteidiger auf der gegenüberliegenden Seite eine Blöße, auf die der eigentliche Angriff zielen kann. Der Angreifer kann auch mehrere Finten nacheinander ausführen, man spricht dann von Doppel- oder Mehrfachfinten.
Eine Analyse der Finten im Boxen bei den Olympischen Spielen 2000 zeigte, dass die besseren Kämpfer schneller die Finten finden, die den betreffenden Gegner bezwingen, während die weniger erfolgreichen bis zum Ende des Kampfes nicht die passenden Finten finden. Es zeigte sich zudem, dass die erfolgreichen Nationen ausgeprägte eigene Fintierschulen haben und dass die Kämpfer dieser Nationen (unabhängig von den Gewichtsklassen) diese anwenden.
Im Kendo kann ein Tsuki-Angriff angetäuscht werden, um dann ein kleines Men zu schlagen. Im Budo (Karate, Aikido u. a.) heißen die Täuschungstechniken Kensei-Waza. Beim Judo und ähnlichen Sportarten kann ein angedeuteter Griff als Finte dienen. Im Judo kommt es oft zur Reihung von zwei oder mehr Wurftechniken, um Uke aus dem Gleichgewicht zu bekommen und dann einen Wurf auszuführen.

### Ballsportarten
Bei Ballsportarten kann man Lauffinten anbringen, mit denen man seinen Gegenspieler in die falsche Richtung laufen lässt. Wurffinten verleiten zu Abwehraktionen.
Beim Fußball kann ein mit Ball durchgeführtes Täuschungsmanöver den Gegner irritieren und zu taktischen Fehlern zwingen. Finten müssen situationsbedingt eingesetzt werden, zum Beispiel beim Dribbling, kurz vor dem Torschuss oder bei der Ballannahme. Ein Beispiel für eine Finte ist der Übersteiger, bei dem der Gegner über die einzuschlagende Richtung getäuscht wird. Das gleiche Ziel verfolgt auch der sogen. Elastico oder der Hokus-Pokus-Trick. Es können Schritt-, Schuss-, Einwurf- und Passfinten durchgeführt werden. Auch ein Verteidiger kann fintieren.
Beim (Beach)-Volleyball ist eine Finte ein mit oberem Zuspiel in einen leeren Bereich des gegnerischen Spielraums gespielter Ball. Sie wird zumeist vom Zuspieler angewandt, um den Gegner, der ein Aufspiel zu einem Schmetterschlag erwartet, zu überraschen.
Beim Tischtennis werden häufig, vor allem beim Aufschlag, Armbewegungsfinten eingesetzt, um dem Gegenspieler zu einer Fehleinschätzung von Flugrichtung, Länge, Tempo und Rotation des gespielten Balles zu bringen.
Beim American Football wird in diesem Zusammenhang von Fakes gesprochen.

## Die Finte als politische oder militärische Taktik
In der Politik oder bei militärischen Manövern können Finten ebenso ein wirksames Mittel sein, um die Gegner zu täuschen. Beispielsweise können Truppenbewegungen vorgetäuscht werden, um von einem anderen Kriegsschauplatz abzulenken. Das wohl bekannteste Ablenkungsmanöver der Geschichte dürfte der Mythos des Trojanischen Pferdes sein. Weiteres Beispiel ist das parthische Manöver, bei dem ein Rückzug vorgetäuscht, in Wirklichkeit jedoch ein Angriff vorbereitet wird.
In der Politik und dem Krieg wird die Finte auch Kriegslist oder Strategem genannt. Der Unterschied zum Betrug liegt hier in der moralischen Wertung.